# The Crawling Distance
The Crawling Distance è l'undicesimo album in studio long playing di Robert Pollard, membro fondatore dei Guided by Voices; venne pubblicato nel 2009negli Stati Uniti d'America sia in vinile che in CD dalla Guided By Voices Inc.. Anche in questo album, Pollard, autore dei brani, si limita a cantare mentre il produttore Todd Tobias suona tutti gli strumenti.

## Tracce
Scritte da Robert Pollard.
Lato A
1. Faking My Harlequin - 3:46
2. Cave Zone - 2:55
3. Red Cross Vegas Night - 3:41
4. The Butler Stands for All of Us - 3:45
5. It's Easy - 4:09

Lato B
1. No Island - 4:49
2. Silence Be Destroyed - 2:49
3. Imaginary Queen Ann - 2:20
4. On Short Wave - 3:21
5. Too Much Fun - 4:09

## Musicisti
- Todd Tobias: basso, batteria, percussioni, chitarra, tastiere
- Robert Pollard: voce